# 自己肯定感爆上げソング
自己肯定感爆上げソング（じここうていかんばくあげソング）、自己肯定感爆上がりソング、あるいは自己肯定ソングは、日本の2020年代のポピュラー音楽、特にアイドルソングの流行、分類である。自分自身を褒め讃え、肯定する内容であることからこの名で呼ばれる。
TikTokなどのSNSで広く共有され、Z世代の若者を中心に注目を集めている。

## 定義と特徴
ライターで精神科医の月の人は、「自己肯定感爆上げソング」を「キャッチーな曲調で自身の存在を（主にビジュアル面で）讃え、気分を高めていく軽妙な歌詞を特徴とした楽曲」と定義している。
従来のエモーショナルで熱量のある応援ソングとは異なり、比較的アップテンポで、歌詞の主体が自分自身に対し「かわいい」「最強」「幸せ」「大好き」などのポジティブな言葉を用いるのが特徴である。これらの楽曲に「かわいい」という言葉が頻出することから、同楽曲群を指して「“かわいい”ソング」のように呼ぶ例も存在する。
TikTokなどのショート動画サービスでの使用を中心に、X、InstagramといったSNSでの共有を通して広まるいわゆる「バズ」や「バイラルヒット」のかたちで注目を集め、Z世代を中心に支持されている。

## 歴史

### 2022年
「自己肯定感爆上げソング」に分類される主な楽曲群が最初に登場したのは2022年である。
日経MJは「自己肯定ソング」の先駆けをクリエイターユニット・HoneyWorksの「可愛くてごめん」（8月28日リリース）であるとしている。〈Chu! 可愛くてごめん／努力しちゃっててごめん〉というサビの歌詞に合わせて投げキスをしたり、謝るポーズをするという楽曲で、TikTokのダンス動画やメイク動画での使用がZ世代を中心に広まり、JASRACの2023年度音楽著作権収入（使用料）分配額ランキングでは第2位にランクインした。ライターのZ11は「ノーメイク状態からフルメイク状態へ変身するまでをおさめたメイクアップ動画と自己肯定感を高めてくれるこの楽曲の親和性は高く、メイクによって『可愛さ』をまとっていく過程を楽曲が後押ししているようだ」と分析している。
4月29日に女性アイドルグループ・FRUITS ZIPPERがリリースした「わたしの一番かわいいところ」は「推しと推しを応援している方を全肯定したい思い」から制作され、同年6月までにTikTok総再生数が2億回を突破するなどの大きな反響を受け、当初は予定のなかったMVが急遽制作された。
「可愛くてごめん」の直後となる8月31日には男性アイドルグループTHE SUPER FRUITがデビューシングル「チグハグ」を発表。サビの終わりで〈僕ら全員天然記念物／なんて、すばらしいじゃん！〉とポジティブな自己肯定を歌っている楽曲で、「やらかし・衝撃・ぴえん案件」などのエピソードを披露した後に「それでは聴いてください。『チグハグ』。」と曲振りをする、という動画形式でバズを起こした。「それでは聴いてください、チグハグ」は「TikTok流行語大賞2022」の大賞を受賞している。

### 2023年
9月13日にはFRUITS ZIPPERが「わたしの一番かわいいところ」をCDシングルとしてリリースし、Billboard JAPAN Top Singles Sales第3位、オリコン週間シングルチャート初登場第4位などのヒットを記録。これによりFRUITS ZIPPERは同年12月30日に第65回日本レコード大賞の最優秀新人賞を受賞した。
年末にはシンガーソングライター・乃紫（のあ）の「全方向美少女」（2024年1月5日リリース）が、楽曲リリースに先駆けてTikTok音源として公開され、〈正面で見ても 横から見ても 下から見ても いい女…〉の歌詞に合わせて顔をさまざまな角度から映す動画でヒットした。

### 2024年
2024年に入ると女性アイドルグループ・超ときめき♡宣伝部の「最上級にかわいいの!」が〈君に振られて最上級にかわいいの！〉という歌詞と槙田紗子の振付で注目を集め、1月リリースのアルバムから5月にシングルカットされた。
FRUITS ZIPPERが所属するアソビシステムのアイドルプロジェクト「KAWAII LAB.」からは、8月4日に5番目のグループCUTIE STREETがデビュー。デビュー曲「かわいいだけじゃダメですか？」がバイラルヒットし、FRUITS ZIPPERの「NEW KAWAII」、超ときめき♡宣伝部の「最上級にかわいいの!」などと並んで2024年を象徴する自己肯定ソングとなった。
8月7日にはTHE SUPER FRUITが「どーぱみんみん あどれなりんりん」をリリース。ヒャダイン提供によるこの楽曲ではテーマとして直接的に「自己肯定感爆上げソング」を標榜している。
11月21日には、MERYの調査による「2024年トレンド10選」に「自己肯定感爆上げ可愛いソング」がピックアップされ、「わたしの一番かわいいところ」「NEW KAWAII」「かわいいだけじゃだめですか？」「最上級にかわいいの!」の4曲が「“自分がかわいくて最高！”というテーマの曲」の例として紹介されている。

## 流行の時代背景

### Z世代の自己肯定感
「自己肯定感」という用語は心理臨床家の高垣忠一郎が1994年に提唱し、2000年以降教育分野で注目され、2017年には政府の教育再生実行会議の提言にも登場している。
2020年代に入ると、SNSの普及や多様性の尊重といった時代の潮流を背景として、人々が自分と他人を比べてしまう状況・環境が顕在化し、音楽分野に限らず「自己肯定感アップエンタメ」が求められるようになった。2023年5月、「SHIBUYA109 lab.」が15〜24歳（当時）を対象に行った「Z世代の美容に関する意識調査」では、「自己肯定感が高いと思う」という質問に「あてはまらない」と回答した者が67.5%、「自己肯定感を高めたい」かという質問に「あてはまる」と回答した者が77.7%であり、Z世代の若者には「自己肯定感」が低い人が多く、その向上を願っているという傾向が示されている。

### ショート動画の流行
2020年代においては、TikTokのようなSNS、動画配信サービスが情報収集の手段として社会に浸透し、「より短く、よりインパクトのある」ショート動画が好まれるようになった。
先述のように「可愛くてごめん」はメイクアップ動画との親和性から、「チグハグ」は失敗エピソードの披露というインターネットミームで、それぞれ流行した。「わたしの一番かわいいところ」や「最上級にかわいいの!」は簡単で真似のしやすい振付が楽曲のヒットの要因であると指摘されている。
また、「わたしの一番かわいいところ」や「全方向美少女」はいずれもTikTok上でのUGCとしての拡散を意識して制作された。「全方向美少女」を作詞作曲した乃紫は、TikTokにアップしたサビだけのデモにつけられた「自己肯定感が上がる」というコメントを受けてフルバージョンの歌詞を完成させている。

## 論評
ライターの竹田ダニエルは、「可愛くてごめん」について「自分を『可愛い』と言っちゃいけない社会への皮肉を込めた曲」と評価し、「自己肯定感」が「人権みたいに元から備えられているべきものじゃなく、成し遂げるものに変わっている」と分析している。
ライターの宗像明将は、「わたしの一番かわいいところ」の「アイドル楽曲大賞 2022」第1位受賞に際して「この時代に、自己肯定感が下がるような曲は聴きたくないんだろうなと思います。それは『チグハグ』と『わたしの一番かわいいところ』のヒットを見ていると、如実に表れていると感じます。」とコメントしている。
前出のライター月の人は「自己肯定感爆上げソング」が若者に求められる理由について、「常に他者の目線を意識せざるを得ず、他者に自分をどう見せたいかを悩み続けるーーそんなZ世代にひたすらポジティブな“自己肯定感爆上げソング”は深く刺さったと考えられる。（中略）“自己肯定感爆上げソング”は他者の目線が可視化されるようになった現代をサバイブするために身に着ける鎧の1つなのかもしれない。」と分析。さらに「ヒットソングはリスナーが根底に抱く欲求を反映しているものでもある。このタイミングで“自己肯定感爆上げソング”が支持されているのはスマホ／SNSの発達が極まってきた時代の必然だと言える。」と述べている。ここまで
フリーアナウンサー・心理カウンセラーの佐々木もよこは、自己肯定感爆上げソングが受容される理由として、女性の社会進出や男女平等の流れから「少しずつ自己主張することがOKな風潮となり、自分らしさを出す人が増えた」ことを挙げている。また、流行の今後について「これから日本人一人ひとりが、もっとありのままの自分を受け入れ、他人の目を気にすることなくきちんと自己主張ができるようになっていくであろう。今まさにその始まりのタイミングのような気がする。」とし、「『自己肯定感爆上げソング』は今後も増えていくだろう」と予測している。ここまで
2022年結成のFRUITS ZIPPERは「人それぞれが持つ個性や価値観を尊重し、コンプレックスやネガティブに捉えられがちな側面も肯定していく」という意味合いのコンセプト「NEW KAWAII」を掲げて活動しており、「わたしの一番かわいいところ」以降も「自己肯定ソング」のリリースを重ねている。
- ライターの川崎龍也は、同グループおよび姉妹グループKAWAII LAB.のヒットと時代性の関係について「かわいさ全開の楽曲や自己肯定感の向上に繋がるコンセプトは、プロジェクト発足時点の時代性を意識したものだったと考えられる。これが、偶発的なバズを引き寄せる土壌となっていたと言えるのではないだろうか。なおこの方向性は、以降に結成されたグループ[注 3]においても共通している。」と評価している[29]。
- ライターの栄谷悠紀は、KAWAII LAB.の躍進の要因となった時代背景の一つに「彼女たちのアイデンティティの1つとも言える“あざとかわいい”が好意的な受け取り方をされる風潮にある」ことを挙げ、「自分自身を“かわいい”と自認する姿勢は、昨今の自己肯定ソングの流れにもフィットしており、かつ彼女たちの魅力を引き出すことに成功」していると評価している[18]。

Billboard JAPANの生武まり子は、「TikTok Songs Chart of the Year 2024」のレビューでCUTIE STREET、FRUITS ZIPPER、超ときめき♡宣伝部、きゅるりんってしてみてなどの「“かわいい”を全面に押し出した新人アイドルグループ」に注目し、「自己肯定感は若年層やTikTokユーザーの多くを占めるとされる30代が非常に注目する永遠のテーマであり、フリルやリボン、カラフルな衣装に身を包む女性アイドルには女性からの高い支持が集まっているのも確か。『全方向美少女』しかり、最高な自分を自分なりに発信するプラットフォームから、従来のアイドルグループのイメージとはまた違う“令和の女性アイドルグループ”が今後も増えていくことが予想される。」と分析している。
アニメソング・声優アーティストに明るいライター須永兼次は、アニメやゲームのキャラクターソングにはいわゆる「“かわいい”ソング」と共通する特徴を持つものが多いと指摘。「アイドルマスターシリーズ」の複数楽曲を例に挙げた上で、その中にリリースから10年経った楽曲も存在することから「トレンドがどう移り変わろうとも『アイマス』シリーズのアイドルの個性とリンクしたオリジナリティあふれる楽曲の中に、その時代性と噛み合うものがすでに存在している可能性がある――と言えるのではないか」と述べている。ここまで